# Литвинов Віктор Євгенович
Віктор Євгенович Литвинов (7 травня 1937, Махачкала) — радянський футболіст, який грав на позиції нападника і півзахисника. Відомий насамперед за виступами за клуб СКЧФ, у складі якого зіграв більш ніж 250 матчів у класі «Б», та став переможцем зонального турніру другого за рангом радянського дивізіону в 1958 році.

## Клубна кар'єра
Віктор Литвинов народився в Махачкалі, та розпочав займатися футболм у Харкові. У командах майстрів розпочав виступи в 1957 році в команді класу «Б» СКЧФ із Севастополя. Наступного року у складі флотської команди Литвинов став переможцем зонального турніру в другому за рангом радянському дивізіоні, а у фінальному турнірі за право виходу до вищого радянського дивізіону севастопольська команда зайняла 3 місце. У флотській команді футболіст виступав до 1965 року, зігравши у складі команди в класі «Б» понад 250 матчів. У 1966 році Віктор Литвинов став гравцем команди другої групи класу «А» «Таврія» з Сімферополя. За цю команду футболіст виступав протягом одного року, після чого завершив виступи на футбольних полях. Після завершення виступів Литвинов тренував аматорську севастопольську команду «Металіст», та входив до тренерського штабу севастопольської команди «Атлантика».